# Neil Breen
Neil Breen, ameriški arhitekt, filmski režiser in scenarist, * 23. november 1958
Je neodvisni filmski ustvarjalec iz Las Vegasa, ki si je pridobil kultni status s slabo odigranimi in posnetimi ter nenavadnimi nizkobudžetnimi filmi, pri katerih sam naredi vse, od režije, kastinga, produkcije, scenarija, pa do cateringa, zvočne opreme, itn.. Dogajanje je pogosto postavljeno v puščavo. V svojih filmih je vedno odrešenik z nemoralo okuženega človeštva in borec proti pokvarjenim poslovnežem, bankirjem in politikom, pa če igra hekerja, umetno inteligenco iz daljne prihodnosti ali Jezusu podobno kibernetično bitje iz vesolja. Uporablja zastonjski dokumentarni filmski material, zeleno ozadje in amaterske igralce, ki ne vidijo celega scenarija. Primerjajo ga z Edom Woodom, Colemanom Francisem, Jamesom Nguyenom in Tommyjem Wiseaujem.
Njegov kariera nepremičninskega agenta je bila zelo kratka. Nikoli si ni pridobil filmske izobrazbe. Leta 2020 je izdal film o svojem delu, ki ga je opisal kot tečaj za bodoče filmarje.

### Kritike
Breenu očitajo, da so njegovi filmi razvlečeni, zmedeni in nori, da ne pozna žanrskih pravil, da nima stika z realnostjo, da je narcisoiden (mlajše in privlačne ženske se vedno zaljubijo vanj, čeprav nimajo razloga za to), da nima pojma o stvareh, o katerih govorijo njegovi filmi (»heker«, ki odkriva nikoli razložene »vladne skrivnosti«, udriha po tipkovnicah ugasnjenih namiznih računalnikov), da, tako kot Wiseau, preveč rad razkazuje svoje neprivlačno telo, da ima o spolnosti še manj pojma kot Wiseau in toliko, kot povprečni desetletnik, ter da ima tudi na politiko in ljubezenske odnose zelo otroški pogled.
Navdušenje določenih ljudi nad njegovimi izdelki si nekateri razlagajo s tem, da ga za razliko od drugih malih filmarjev nizki proračun ne moti pri uresničevanju svojih ambicioznih idej.
Mike Stoklasa in Jay Bauman iz Red Letter Media sta mu očitala, da je njegov video filmski tečaj slab tudi zato, ker ne pozna filmske terminologije, ter da je njegova šibka razlaga lahko zanimiva le kakemu zabitemu sorodniku na praznični večerji. Pohvalila sta njegovo zvestobo lastni viziji, zaradi česar njegovi filmi ostajajo v okviru žanra »tako zanič, da je dobro«, saj ga niso zmotili ljudje, ki se njegovim filmom posmehujejo. Tommy Wiseau se je namreč začel prilagajati svoji publiki in snema stvari, ki so namerno smešne, zaradi česar je vse, kar je posnel po svojem kultnem filmu The Room (2003), razočaranje.
Brad Jones (The Cinema Snob) je njegovemu vsemogočnemu liku v filmu Pass Thru, ki človeštvo »pomaga« tako, da ga »očisti« 300 milijonov »slabih« ljudi (kup njihovih trupel je prikazan tudi na naslovnici), očital, da je zlobni diktator in pretenciozni Hitler. O Breenovih filmih pravi, da so vsi slabi iz enakih razlogov, ter da zato ne razume, zakaj je Fateful Findings bolj znan, kot ostali.
Klara Landrat, ki igra njegovo ženo v filmu Fateful Findings, je v njegovo obrambo povedala, da ima do sodelavcev normalen odnos in da ni edini čudak v filmski industriji. Igralko Tommie Vegas iz filma I Am Here…. Now je zmotil Breenov preveč sproščen odnos do golote, pa tudi s samim filmom ni bila zadovoljna.

## Filmografija

### Igrani filmi
- Double Down (2005)
- I Am Here... Now (2009)
- Fateful Findings (2013)
- Pass Thru (2016)
- Twisted Pair (2018)

### Dokumentarni
- Neil Breen's 5 Film Retrospective (2020)